# Korovinia
Korovinia es un género de plantas herbáceas perteneciente a la familia de las apiáceas. Comprende 4 especies descritas y de estas, las 4 en discusión.

## Taxonomía
El género fue descrito por Nevski & Vved. y publicado en Trudy Botanicheskogo Instituta Akademii Nauk S S S R. Ser. 1, Flora i Sistematika Vysshikh Rastenii. Moscow & Leningrad 4: 272. 1937. La especie tipo es: Korovinia tenuisecta (Regel & Schmalh.) Nevski & Vved.

## Especies
A continuación se brinda un listado de las especies del género Korovinia descritas hasta julio de 2013, ordenadas alfabéticamente. Para cada una se indica el nombre binomial seguido del autor, abreviado según las convenciones y usos.
- Korovinia ferganensis Korovin
- Korovinia goloskokovii Bajtenov
- Korovinia microcarpa (Korovin) Korovin
- Korovinia tenuisecta (Regel & Schmalh.) Nevski & Vved.